# القیبیبا، جروسالم
ال-قیبیبا، جروسالم یک منطقهٔ مسکونی در فلسطین است.

## خصوصیات
ال-قیبیبا ۳٬۳۲۱ نفر جمعیت دارد.